# ابوبکر تامبادو
ابوبکر تامبادو (انگلیسی: Aboubacar Tambadou؛ زادهٔ ۱۶ ژانویهٔ ۱۹۸۷) بازیکن فوتبال اهل مالی بود.
از باشگاه‌هایی که در آن بازی کرده است می‌توان به باشگاه فوتبال الملعب تونس، باشگاه فوتبال بالمرسی، و باشگاه فوتبال نجران عربستان سعودی اشاره کرد.
وی همچنین در تیم ملی فوتبال مالی بازی کرده است.